# ستيف هيرد
ستيف هيرد (بالإنجليزية: Steve Heard)‏ هو منافس ألعاب قوى بريطاني، ولد في 29 أبريل 1962 في رويال تونبريدج ولز ‏ في المملكة المتحدة.

## وصلات خارجية
- ستيف هيرد على موقع الاتحاد الدولي لألعاب القوى (الإنجليزية)
- ستيف هيرد على موقع أوليمبيديا (الإنجليزية)